# Albert Grossman
Albert Bernard Grossman (* 21. Mai 1926 in Chicago; † 25. Januar 1986 in London, England) war ein US-amerikanischer Musikmanager und Impresario, der vor allem in den 1960ern und 1970ern erfolgreich war. Zu den Künstlern, die er unter Vertrag hatte, gehörten u. a. Bob Dylan, Janis Joplin, The Band, Paul Butterfield, Bob Gibson und Peter, Paul and Mary.
Grossman hatte einen Studienabschluss in Wirtschaftslehre. Er arbeitete für die „Chicago Housing Authority“, bevor er den Folk-Club „The Gate of Horn“ in Chicago eröffnete. Daneben baute er eine Künstleragentur auf. 1959 initiierte er zusammen mit George Wein das Newport Folk Festival.
1969 baute er das „Bearsville Recording Studio“ in der Nähe von Woodstock (New York) auf, das nach seinem Tod von seiner Witwe Sally Grossman weitergeführt wurde (sie ist auf dem Cover von Bob Dylans Bringing It All Back Home als die Frau in Rot zu sehen). Im Jahr darauf gründete er das Label Bearsville Records.
Grossman ist in dem Film Dont Look Back zu sehen, einer Dokumentation, die 1965 während Bob Dylans England-Tournee entstand. Weiterhin ist die Rolle des Produzenten Bud Grossman im Film Inside Llewyn Davis an seine Person angelehnt.
Albert Grossman starb 1986 auf einem Flug mit der Concorde von New York nach London an einem Herzinfarkt. Er ist in Woodstock (New York) beigesetzt.
In der Filmografie Like A Complete Unknown (A Complete Unknown, 2024) über Dylan wird er von Dan Fogler gespielt.